# John Tui
John Tui, född 11 juni 1975 i Auckland på Nya Zeeland, är en nyzeeländsk skådespelare med tongansk härkomst. Han är känd för att ha medverkat i superhjältefranchisen Power Rangers, i rollen som Anubis "Doggie" Cruger (S.P.D.) och Daggeron (Mystic Force). Han har också medverkat i ett par Hollywood-produktioner, bland annat i filmen Fast & Furious: Hobbs & Shaw och TV-serien Young Rock.
Tui är sedan år 2002 gift med hustrun Liyah, med vilken han har fyra barn. Två av hans barn (två söner) är tvillingar.

## Filmografi (i urval)

### Filmer
- 2012 – Battleship
- 2014 – Hobbit: Femhäraslaget
- 2018 – Solo: A Star Wars Story
- 2019 – Fast & Furious: Hobbs & Shaw
- 2026 – Vaiana

### TV-serier
- 2005 – Power Rangers S.P.D. (TV-serie)
- 2006 – Power Rangers Mystic Force (TV-serie)
- 2006 – Outrageous Fortune (TV-serie)
- 2010 – Shortland Street (TV-serie) (även 2013)
- 2012 – Power Rangers Samurai (TV-serie) (säsongen Super Samurai)
- 2021–nutid – Young Rock (TV-serie)